# 分裂網
分裂網 （splinternet），有時也被稱為「网络巴尔干化」（英文為 cyberbalkanization   或 Internet Balkanization），指網路世界因某些要素被分裂成不同的群體。這些因素可能包含科技、商業、政治、民族主義、宗教，以及利益因素。「巴爾幹化」一詞源自於地緣政治學術語。

## 報導
根據《經濟學人》的報導：「各方勢力讓網際網路正處於被巴爾幹化的威脅之中，很快的就會出現地理或商務上的各類邊界。」  中國因為政治緣由建造了防火長城；其他國家基於各種不同的理由，例如美國的「禁止網路盜版法案」或澳洲的網路審查，也都討論是否建立類似的防火長城，用於防堵兒童色情或武器製造的教學內容。

## 名詞起源
一般認為這個新名詞是在麻省理工學院教授马歇尔·范·埃尔斯泰恩和埃里克・布林約爾松（Erik Brynjolfsson）在1997年3月1日發表的《電子社群：全球村，還是網路巴爾幹國家？》（Electronic Communities: Global Village or Cyberbalkans）的論文中首次提出，意指全球網路已分裂成各懷利益心機的眾多群體，且任一子群的成員總利用網路傳播或閱讀僅吸引相同子群成員的訊息或題材。

## 專書闡釋
近期，通訊與政治風險顧問、國際政治專家史考特・麥康森（Scott Malcomson）撰寫的《分裂的網路》，則從一次大戰海戰的假想情境說起，接著探討美國的軍方／業界／學界合作──這場大合作令美國得到科技優勢擊敗希特勒和打贏冷戰。到一九六〇年代，影響網路的班底換人，加州反主流文化圈子的科技先鋒帶來了國際主義和開放性；這個溫床在日後造就了Google、微軟、Facebook與蘋果公司。但是過去十五年來，美國的世界領先地位越來越常受到挑戰，國家安全考量跟區域化的電子商務邏輯便成了優先，將網際網路的動量挪往新方向，逐漸成為對外隔絕的公私網域。也就是從網際網路與國防軍事發展的歷史串連起來，對陷入危機的全球網路提出了建言與警語。2024年7月19日CrowdStrike引發的全球IT outage，證明分裂網幫助中國大陸避開發生的網路癱瘓。